# Wacton, Norfolk
Wacton är en ort och civil parish  i Storbritannien.   Den ligger i grevskapet Norfolk och riksdelen England, i den sydöstra delen av landet, 140 km nordost om huvudstaden London. Wacton ligger 42 meter över havet och antalet invånare är 319.
Terrängen runt Wacton är mycket platt. Runt Wacton är det ganska tätbefolkat, med 124 invånare per kvadratkilometer. Närmaste större samhälle är Norwich, 17,6 km norr om Wacton. Trakten runt Wacton består till största delen av jordbruksmark.